# ホセ・モラレス (捕手)
ホセ・グイエルモ・モラレス（José Guillermo Morales、1983年2月20日 - ）は、プエルトリコのリオ・ピエドラス出身の右投両打の元プロ野球選手（捕手）。

## 経歴

### ツインズ時代
2001年のMLBドラフトでミネソタ・ツインズにドラフト3巡目(全体77位)で指名され入団。この年は、ルーキーリーグのガルフ・コーストリーグ・ツインズでプレーした。
2002年も、ルーキーリーグのガルフ・コーストリーグ・ツインズでプレーした。
2003年に、捕手へコンバートされた。傘下Aのクァッドシティズ・リバーバンディッツと傘下アドバンスAのフォートマイヤーズ・ミラクルでプレーした。
2007年は、開幕を傘下AAAチェスター・レッドウイングスで迎えた。この年の、インターナショナルリーグのオールスターゲームにも選出された。9月6日に、ジョー・マウアーとマイク・レドモンドが揃って負傷したため、メジャーへ昇格した。8日に、メジャーデビューを果たした。
2008年は、開幕を傘下AAAチェスター・レッドウイングスで迎えた。
2009年は、ジョー・マウアーの負傷により開幕ロースターに登録された。
2010年1月に、右手首の手術をした。9月22日に、復帰し、キャリアで初めて一塁手として出場した。

### ロッキーズ時代
2010年12月16日に、ポール・バルガスとのトレードで、コロラド・ロッキーズへ移籍した。
2011年6月に、ファールボールが親指にあたり負傷した。これにより、60日間のDL入りとなった。最終的に、この年は22試合に出場した。

### パイレーツ時代
2012年は、ピッツバーグ・パイレーツとマイナー契約を結んだ。傘下AAAインディアナポリス・インディアンズでプレーした。11月に、FAとなった。

### カブス傘下時代
2013年4月20日に、シカゴ・カブスとマイナー契約を結んだ。傘下ルーキーリーグのアリゾナリーグ・カブスでプレーした。6月27日に、解雇された。

### リバーシャークス時代

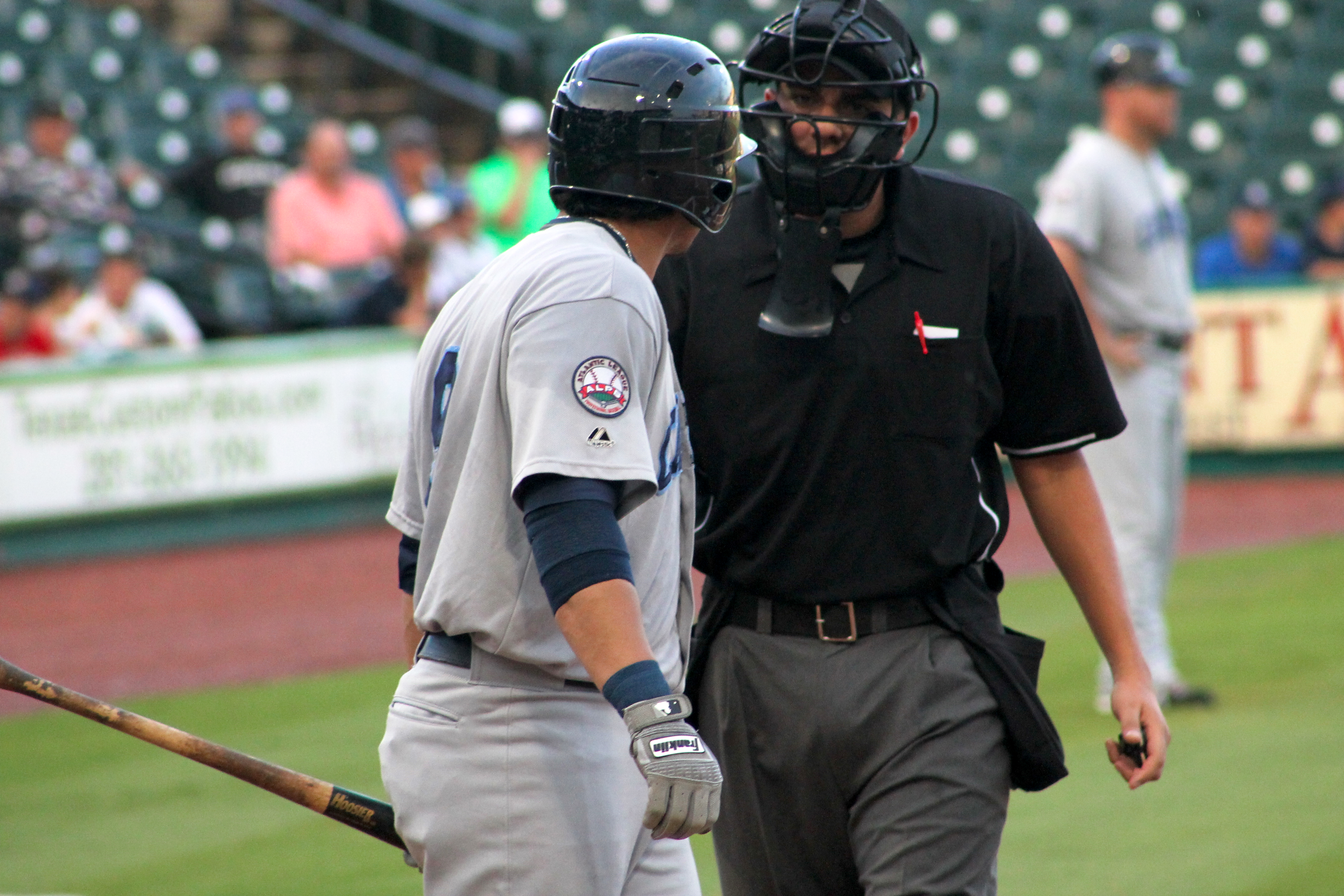
カムデン・リバーシャークス時代
(2014年7月)

2014年から、アトランティックリーグのカムデン・リバーシャークスでプレーした。

### ダックス時代
2015年3月12日に、アトランティックリーグのロングアイランド・ダックスと契約を結んだ事が発表された。

## 詳細情報

### 年度別打撃成績
| 年 度    | 球 団    | 試 合 | 打 席 | 打 数 | 得 点 | 安 打 | 二 塁 打 | 三 塁 打 | 本 塁 打 | 塁 打 | 打 点 | 盗 塁 | 盗 塁 死 | 犠 打 | 犠 飛 | 四 球 | 敬 遠 | 死 球 | 三 振 | 併 殺 打 | 打 率 | 出 塁 率 | 長 打 率 | O P S |
| -------- | -------- | ----- | ----- | ----- | ----- | ----- | -------- | -------- | -------- | ----- | ----- | ----- | -------- | ----- | ----- | ----- | ----- | ----- | ----- | -------- | ----- | -------- | -------- | ----- |
| 2007     | MIN      | 1     | 3     | 3     | 1     | 3     | 1        | 0        | 0        | 4     | 0     | 0     | 0        | 0     | 0     | 0     | 0     | 0     | 0     | 0        | 1.000 | 1.000    | 1.333    | 2.333 |
| 2009     | MIN      | 54    | 134   | 119   | 14    | 37    | 6        | 0        | 0        | 43    | 7     | 0     | 0        | 0     | 1     | 14    | 1     | 0     | 22    | 4        | .311  | .381     | .361     | .742  |
| 2010     | MIN      | 19    | 44    | 36    | 4     | 7     | 2        | 0        | 0        | 9     | 7     | 0     | 0        | 0     | 2     | 6     | 0     | 0     | 14    | 2        | .194  | .295     | .250     | .545  |
| 2011     | COL      | 22    | 71    | 60    | 6     | 16    | 3        | 0        | 0        | 19    | 7     | 0     | 1        | 0     | 2     | 9     | 4     | 0     | 12    | 1        | .267  | .352     | .317     | .669  |
| MLB：4年 | MLB：4年 | 96    | 252   | 218   | 25    | 63    | 12       | 0        | 0        | 75    | 21    | 0     | 1        | 0     | 5     | 29    | 5     | 0     | 48    | 7        | .289  | .365     | .344     | .709  |